# Les Hauts-Geneveys

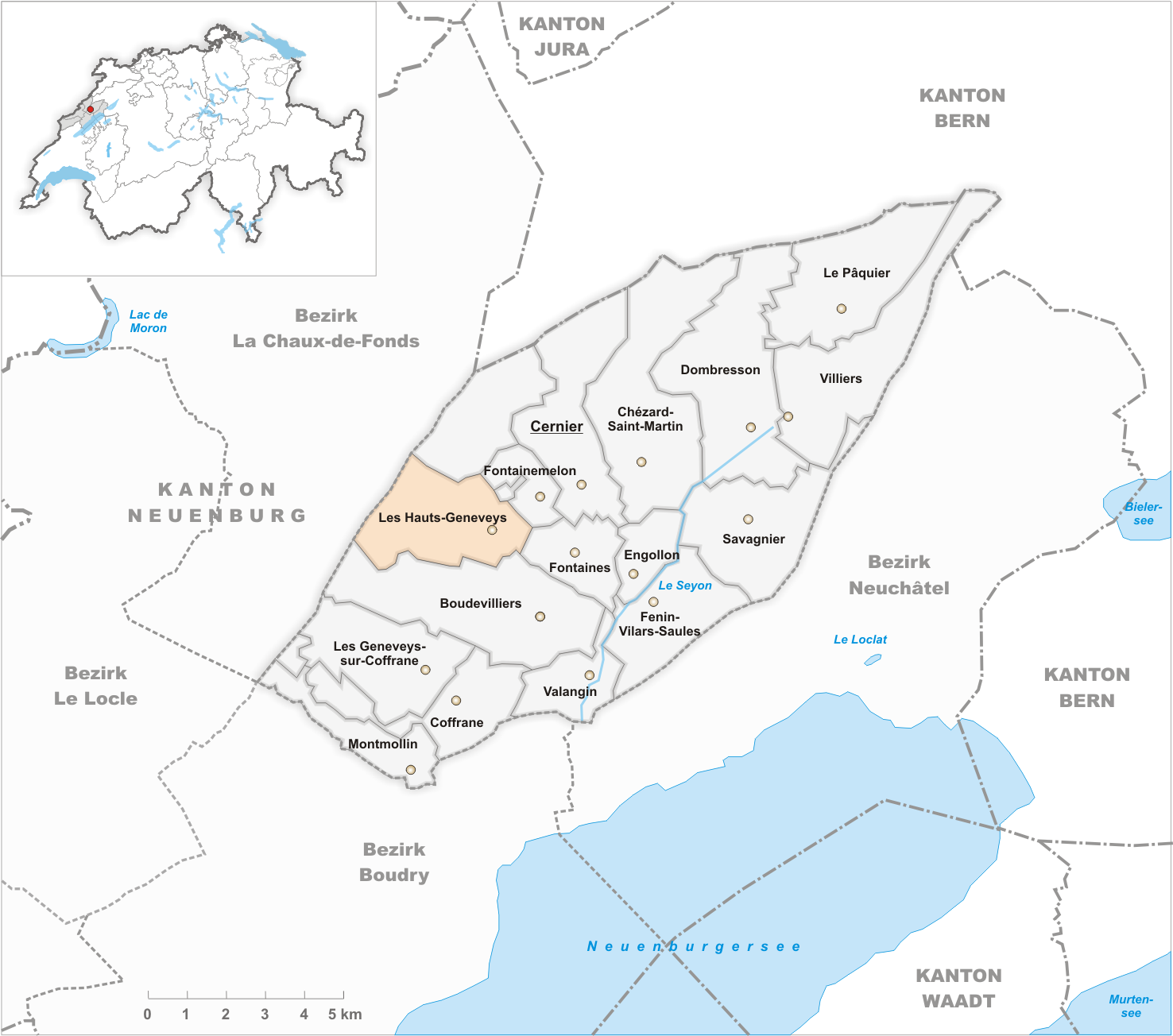
Gemeindestand vor der Fusion am 1. Januar 2013

Les Hauts-Geneveys war eine politische Gemeinde im Distrikt Val-de-Ruz des Kantons Neuenburg in der Schweiz. Die Gemeinde bestand aus den Ortsteilen Les Hauts-Geneveys und Tête-de-Ran. Am 1. Januar 2013 fusionierte sie mit den Gemeinden Boudevilliers, Cernier, Chézard-Saint-Martin, Coffrane, Dombresson, Engollon, Fenin-Vilars-Saules, Fontainemelon, Fontaines, Les Geneveys-sur-Coffrane, Montmollin, Le Pâquier, Savagnier und Villiers zur neuen Gemeinde  Val-de-Ruz.

## Geographie
Les Hauts-Geneveys liegt auf 986 m ü. M., acht Kilometer nordwestlich der Kantonshauptstadt Neuenburg (Luftlinie). Das höchstgelegene Dorf im Val de Ruz erstreckt sich am Osthang der Tête de Ran im Neuenburger Jura, in aussichtsreicher Lage mit Blick auf das Becken des Val de Ruz, auf das Schweizer Mittelland und bei klarer Sicht bis zu den Alpen.
Die Fläche des 8,0 km² grossen Gemeindegebiets umfasst einen kleinen Abschnitt im Nordwesten der Synklinale des Val de Ruz. Der Gemeindeboden erstreckt sich nach Westen über den bewaldeten Hang (Forêt de la Baume) auf die Antiklinale der Tête de Ran (1422 m ü. M.) und die westlich davon gelegenen Höhen Derrière Tête de Ran. Auf den Jurahöhen befinden sich ausgedehnte Hochweiden mit den typischen mächtigen Fichten, die entweder einzeln oder in Gruppen stehen. Ganz im Westen reicht das Gebiet in zwei kleine Ausräumungskessel am Nordostrand des Vallée des Ponts. Der höchste Punkt von Les Hauts-Geneveys wird mit 1430 m ü. M. im Südwesten der Tête-de-Ran-Kette auf den Rochers Bruns erreicht. Von der Gemeindefläche entfielen 1997 6 % auf Siedlungen, 45 % auf Wald und Gehölze, 48 % auf Landwirtschaft und etwas weniger als 1 % war unproduktives Land.
Zu Les Hauts-Geneveys gehören zahlreiche Einzelhöfe auf den Jurahöhen. Nachbargemeinden von Les Hauts-Geneveys sind Boudevilliers, Fontaines, Fontainemelon und La Sagne.

Historisches Luftbild von Werner Friedli von 1949

## Bevölkerung
Mit 921 Einwohnern (Stand 31. Dezember 2012) gehört Les Hauts-Geneveys zu den kleineren Gemeinden des Kantons Neuenburg. Von den Bewohnern sind 92,3 % französischsprachig, 3,5 % deutschsprachig und 1,7 % italienischsprachig (Stand 2000). Die Bevölkerungszahl von Les Hauts-Geneveys pendelte seit 1850 im Bereich von 400 bis 600 Einwohnern, hat in den letzten Jahrzehnten aber deutlich zugenommen.

## Wirtschaft
Les Hauts-Geneveys lange Zeit ein hauptsächlich durch die Landwirtschaft geprägtes Dorf, vorwiegend auf die Viehzucht und die Milchwirtschaft ausgerichtet. Im Lauf des 19. Jahrhunderts siedelten sich einige Betriebe im Bereich der Uhrmacherei an. In den letzten Jahrzehnten hat sich Les Hauts-Geneveys zur Wohngemeinde entwickelt. Viele Erwerbstätige sind Wegpendler und arbeiten vor allem in Neuenburg oder in La Chaux-de-Fonds. Die Gemeinde ist Standort einer Getreidesammelstelle der Landwirtschaftlichen Genossenschaft des Val de Ruz sowie einer Stätte für geistig Behinderte.

## Verkehr
Die Gemeinde ist verkehrsmässig gut erschlossen. Sie liegt an der früheren Hauptstrasse von Neuenburg über den Pass Vue des Alpes nach La Chaux-de-Fonds und an der 1994 eröffneten Schnellstrasse, welche diese beiden Städte verbindet. Sie unterquert Les Hauts-Geneveys in einem Tunnel.
Am 1. Dezember 1859 wurde die Bahnlinie von Neuenburg bis Les Hauts-Geneveys eingeweiht und am 15. Juli 1860 folgte die Eröffnung der Fortsetzung in Richtung La Chaux-de-Fonds. Durch eine Buslinie ist die Gemeinde mit Les Geneveys-sur-Coffrane und den anderen Orten im westlichen Val de Ruz verbunden. Von 1903 bis 1948 war Les Hauts-Geneveys Ausgangspunkt der Strassenbahn Les Hauts-Geneveys–Villiers, die über Fontainemelon, Cernier, Chézard-Saint-Martin und Dombresson nach Villiers führte. Sie wurde durch den Trolleybus Val de Ruz ersetzt, der seinerseits 1984 von Autobussen abgelöst wurde.

## Tourismus
Die Region um die Vue des Alpes und die Tête de Ran ist ein beliebtes Ausflugsziel und Erholungsgebiet mit Restaurants und Übernachtungsmöglichkeiten. Die Skilifte sind nicht mehr in Betrieb.

## Geschichte
Die erste urkundliche Erwähnung des Ortes erfolgte 1354 unter dem Namen Geneveis. Lange Zeit hiess die Gemeinde Les Geneveys-sur-Fontaines. Die Etymologie des Namens ist umstritten. Während einige Quellen besagen, dass sich hier Ende des 13. Jahrhunderts Emigranten aus Genf niedergelassen hatten, deuten andere Geneveys als Ableitung von genévriers (Wacholder).
Les Hauts-Geneveys gehörte zur Herrschaft Valangin, die teils den Grafen von Neuenburg, teils den Grafen von Montbéliard unterstand und 1592 endgültig an Neuenburg kam. Seit 1648 war Neuenburg Fürstentum und ab 1707 durch Personalunion mit dem Königreich Preussen verbunden. 1806 wurde das Gebiet an Napoleon I. abgetreten und kam 1815 im Zuge des Wiener Kongresses an die Schweizerische Eidgenossenschaft, wobei die Könige von Preussen bis zum Neuenburgerhandel 1857 auch Fürsten von Neuenburg blieben.

## Persönlichkeiten
Der Sozialreformer und Wirtschaftstheoretiker Silvio Gesell (1862–1930) wohnte zeitweise auf seinem Bauernhof in Les Hauts-Geneveys.